# Блохин, Олег Олегович
Олег Олегович Блохин (укр. Олег Олегович Блохін; 20 октября 1980) — российский и украинский футболист, защитник.

## Карьера
Воспитанник донецкого УОР имени Сергея Бубки. В 1997 году сыграл 14 минут в кубке Украины за «Металлург» из Комсомольского. В марте 1998 года перешёл в кременчугский  «Кремень», который выступал во Первой лиге. В начале 1999 года был приглашен в полтавскую «Ворсклу», но выступал только во второй команде полтавчан. Летом 1999 перебрался в клуб «Адомс» из Кременчуга. В 2001 году отправился в Россию, где стал игроком тольяттинской «Лады». Через полгода перешёл в стерлитамакский «Содовик». В 2002 году вернулся в «Кремень», но выступал только за вторую команду. В 2003 году переехал в Казахстан, где защищал цвета «Есиля» из Кокшетау. В начале 2004 года вернулся на Украину, где усилил состав сумского «Спартака», а в следующем году — черниговской «Десна» и черкасского «Днепра». Весной 2006 года выступал в молдавском клубе «Нистру» из города Отачь, после чего вернулся в Украину, где стал игроком «Александрии» из одноимённого города. Дебютировал за александрийцев 21 июля 2006 года в победном (1:0) выездном поединке 1-го тура Первой лиги против луцкой «Волыни», Олег вышел на поле на 80-й минуте, заменив Николая Дремлюка. В футболке «Александрии» провел 15 матчей. Затем выступал за симферопольский «ИгроСервис». После чего поиграл в любительских клубах, среди которых: российский «Магнит» (Железногорск) и «Атлант» (Кривой Рог). В конце 2007 года играл за «Полтаву». В 2008 году снова уехал в Россию, где во второй раз в карьере стал игроком «Лады». Через полгода перешёл в саратовский «Сокол». Сезон 2009 года начал в любительском клубе «Строитель» (Пенза), а летом сменил клуб на «Башинформсвязь-Динамо». В 2010 году выступал сначала за «Динамо» из Бийска, а затем за «Динамо» из Ставрополя. В 2011 году принял приглашение клуба «Сызрань-2003», в составе которого в 2012 году завершил футбольную карьеру.